# 授權憑證
在計算機安全中，授權憑證（英語：Authorization certificate，縮寫為 AC），又稱屬性憑證（attribute certificate）是一種數位文件，其中的內容，包括了由發行者簽署，賦與憑證所有者的屬性資料。當相關屬性資料都是與授權有關時，這類文件就稱為授權憑證。這類文件由X.509進行標準化。RFC 5755則特別規範了在網際網路上使用的授權憑證標準。
授權憑證以公開金鑰認證的機制運作。